# Tunnel de l'Atlantide
Le tunnel de l'Atlantide est le plus long tunnel volcanique sous-marin connu. Il s'agit d'un tunnel de lave d'environ 1,6 kilomètre de longueur, en continuité avec la Cueva de los Verdes et les Jameos del Agua, deux groupes de cavernes formées par le déplacement de laves sous le plateau continental des îles Canaries. L'ensemble de ces cavités constitue un réseau appelé « Tubo volcánico de La Corona » qui se développe sur plus de 6 kilomètres.
Une nouvelle espèce de crustacés y a été découverte en août 2009, Speleonectes atlantida.

## Diversité faunistique
| Famille                 | Espèce                                                                              | Endémicité | Habitat                         | Références |
| ----------------------- | ----------------------------------------------------------------------------------- | ---------- | ------------------------------- | --- |
| CNIDARIA                |                                                                                     |            |                                 | |
| Actinulidae             | Halammohydra sp.                                                                    | -          | Interstitiel, Montagne de sable | Wilkens et al 2009 |
| NEMATODA                |                                                                                     |            |                                 | |
| Desmoscolecidae         | Quadricoma sp.                                                                      | -          | Interstitiel, Montagne de sable | García-Valdecasas 1985 |
| Draconematidae          | Draconema sp.                                                                       | -          | Interstitiel, Montagne de sable | García-Valdecasas 1985 |
| PRIAPULA                |                                                                                     |            |                                 | |
| Tubiluchidae            | Tubiluchus cf. lemburgi                                                             | -          | Interstitiel, Montagne de sable | García-Valdecasas 1985 |
| ANNELIDA                |                                                                                     |            |                                 | |
| Acrocirridae            | Macrochaeta n. sp.                                                                  | Endémique  | Créviculaire, lapilli           | Núñez et al 1997 |
| Bonellidae              | Bonellia viridis Rolando 1821                                                       | -          | Créviculaire                    | Brito et al 2009 |
| Dorvilleidae            | Protodorvillea kefersteni                                                           | -          | Interstitiel, Montagne de sable | García-Valdecasas 1985 |
| Fauveliopsidae          | Fauveliopsis jameoaquensis Núñez 1997                                               | Endémique  | Interstitiel, Montagne de sable | Núñez et al 1997; Iliffe et al 2000 |
| Nerillidae              | Meganerilla cesari Worsaae, Martínez y Núñez 2009                                   | -          | Interstitiel, Montagne de sable | - |
| Nerillidae              | Mesonerilla armoricana Swedmark 1959                                                | -          | Interstitiel, Montagne de sable | Worsaae et al 2009 |
| Nerillidae              | Mesonerilla sp. 1                                                                   | -          | Interstitiel, Montagne de sable | Worsaae et al 2009 |
| Nerillidae              | Mesonerilla sp. 2                                                                   | -          | Interstitiel, Montagne de sable | Worsaae et al 2009 |
| Paraonidae              | Cirrophorus lyra (Southern 1914)                                                    | -          | Interstitiel, Montagne de sable | - |
| Polynoidae              | Gesiella jameensis (Hartmann-Schröder 1974)                                         | Endémique  | Colonne d'eau                   | Wilkens and Parzefall 1974; García-Valdecasas 1985; Iliffe et al. 1984, 2000; Parzefall 1986; Wilkens et al. 1986, 1993; Hartmann-Schröder 1988; Núñez et al 1997                                             |
| Protodrilidae           | Protodrilus n. sp.                                                                  | Endémique  | Colonne d'eau                   | Martínez et al 2009 |
| Orbiniidae              | Questa sp.                                                                          | -          | Interstitiel, Montagne de sable | - |
| Scalibregmatidae        | Speleobregma lanzaroteum Bertelsen 1986                                             | Endémique  | Colonne d'eau                   | Iliffe 2000; Martínez et al 2013 |
| Scalibregmatidae        | Ascherocheilus sp.                                                                  | -          | Infaunal, Montagne de sable     | Martínez et al 2013 |
| Syllidae                | Sphaerosyllis iliffei Núñez, Martínez y Brito 2009                                  | Endémique  | Interstitiel, Montagne de sable | |
| Syllidae                | Syllis parapari San Martín y López 2000                                             | -          | Interstitiel, Montagne de sable | - |
| MOLLUSCA                |                                                                                     |            |                                 | |
| Skeneidae               | Pseudorbis jameensis Rubio y Babío 1990                                             | -          | Interstitiel, Montagne de sable | - |
| Trochidae               | Jujubinus exasperatus (Pennant 1777)                                                | -          | Créviculaire, entrée            | Martínez et al 2009 |
| Turbinidae              | Bolma rugosa (Linnaeus 1767)                                                        | -          | Créviculaire, entrée            | Wilkens y Parzefall 1974 |
| CRUSTACEA               |                                                                                     |            |                                 | |
| Copepoda, Calanoida     |                                                                                     |            |                                 | |
| Arietellidae            | Paramisophria reducta Ohtsuka et al. 1993                                           | Endémique  | Colonne d'eau                   | Iliffe et al 2000 |
| Epacteriscidae          | Enantronia canariensis Fosshagen et al. 2001                                        | Endémique  | Colonne d'eau                   | Iliffe et al 2000 |
| Diatomidae              | Paradiaptomus alluaudi Guerne and Richard 1890                                      | -          | Colonne d'eau                   | Bowman 1989 |
| Pseudocyclopiidae       | Stygocyclopia balearica Jaume, Fosshagen y Iliffe 1999                              | -          | Colonne d'eau                   | Jaume et al 1999; Iliffe et al 2000 |
| Copepoda, Cyclopoida    |                                                                                     |            |                                 | |
| Cyclopinidae            | Muccedina multispinosa Jaume y Boxshall, 1996                                       | -          | Colonne d'eau                   | Iliffe et al 2000 |
| Copepoda, Harpacticoida |                                                                                     |            |                                 | |
| Superornatiremidae      | Neoechinophora karaytugi Huys 1996                                                  | Endémique  | Colonne d'eau                   | Iliffe et al 2000 |
| Copepoda, Misophrioida  |                                                                                     |            |                                 | |
| Misophriidae            | Expansophria dimorpha Boxshall and Iliffe 1987                                      | Endémique  | Colonne d'eau                   | Boxshall y Jaume 2000; Iliffe et al 2000 |
| Misophriidae            | Dimisophria cavernicola Boxshall and Iliffe 1987                                    | Endémique  | Colonne d'eau                   | Boxshall y Jaume 2000; Iliffe et al 2000 |
| Palpophriidae           | Palpophria aestheta Boxshall and Iliffe 1987                                        | Endémique  | Colonne d'eau                   | Boxshall 1989; Boxshall y Jaume 2000; Iliffe et al 2000 |
| Speleophriidae          | Speleophriopsis canariensis Jaume y Boxshall 1996                                   | Endémique  | Colonne d'eau                   | Iliffe et al 2000 |
| Ostracoda, Polycopida   |                                                                                     |            |                                 | |
| Polycopidae             | Eupolycope pnyx Kornicker y Iliffe 1995                                             | Endémique  | Colonne d'eau                   | Iliffe et al 2000 |
| Thaumatocyprididae      | Danielopolina phalanx Kornicker y Iliffe 1995                                       | Endémique  | Colonne d'eau                   | Iliffe el al 2000 |
| Thaumatocyprididae      | Danielopolina wilkensi Hartmann 1985                                                | Endémique  | Colonne d'eau                   | Kornicker y Iliffe 1995, 1998; Iliffe et al 2000 |
| Ostracoda, Myodocopida  |                                                                                     |            |                                 | |
| Sarsiellidae            | Eusarsiella bedoyai Baltanás 1992                                                   | Endémique  | Interstitiel, Montagne de sable | Baltanás 1992 |
| Malacostraca, Decapoda  |                                                                                     |            |                                 | |
| Alpheidae               | Athanas cf. nitescens (Leach, 1814)                                                 | -          | Infaunal, Montaña de Arena      | Wilkens et al 2009 |
| Galatheidae             | Munidopsis polymorpha Koelbel 1892                                                  | Endémique  | Interstitiel, Montagne de sable | Koelbel 1892; Calman 1904; Harms 1921; Fage y Monod 1936; Wilkens y Parzefall 1974; Parzefall y Wilkens 1975; Iliffe et al 1984, 2000; García-Valdecasas 1985; Parzefall 1986; Wilkens et al 1986, 1990, 1993 |
| Stenopodidae            | Eusarsiella bedoyai                                                                 | Endémique  | Interstitiel, Montagne de sable | Baltanás 1992 |
| Malacostraca, Amphipoda |                                                                                     |            |                                 | |
| Hyalidae                | Parhyale multispinosa Stock 1987                                                    | Endémique  | Colonne d'eau, créviculaire     | Stock 1987 |
| Ingolfiellidae          | Ingolfiella sp.                                                                     | -          | Interstitiel, Montagne de sable | Wilkens et al 2009 |
| Pardaliscidae           | Spelaeoniccipe buchi (Andres 1975)                                                  | Endémique  | Interstitiel, Montagne de sable | Wilkens y Parzefall 1974; García-Valdecasas 1985; Iliffe et al 1984, 2000; Parzefall 1986; Wilkens et al 1986, 1993                                                                                           |
| Talitridae              | Liagoceradocus acutus (Andres 1978)                                                 | Endémique  | Créviculaire                    | Iliffe et al 1984, 2000; García-Valdecasas 1985; Wägele 1985; Parzefall 1986; Wilkens et al 1986; Rondé-Broekhuizen y Stock 1987                                                                              |
| Ingolfiellidae          | Speleocuma sp.                                                                      | -          | Interstitiel, Montagne de sable | García-Valdecasas 1985; Corberá 2002 |
| Ingolfiellidae          | Heteromysoides cotti (Calman 1932)                                                  | Endémique  | Colonne d'eau                   | Fage and Monod 1936; Wilkens and Parzefall 1974; Iliffe et al 1984, 2000; García-Valdecasas 1985; Parzefall 1986; Wilkens et al 1986, 1993                                                                    |
| Thermosbaenidae         | Halosbaena fortunata Bowman and Iliffe 1986                                         | Endémique  | Colonne d'eau                   | Wilkens et al 1986; Iliffe et al 2000 |
| REMIPEDIA               |                                                                                     |            |                                 | |
| Morlockiidae            | Morlockia atlantida (Koenemann, Bloechl, Martínez, Iliffe, Hoenemann y Oromí, 2009) | Endémique  | Colonne d'eau                   | Koenemann et al 2009 |
| Morlockiidae            | Morlockia ondinae García-Valdecasas 1984                                            | Endémique  | Colonne d'eau                   | Iliffe et al 1984, 2000; García-Valdecasas 1985; Parzefall 1986; Schram et al 1986; Wilkens et al 1986, 1993; Koenemann et al 2009                                                                            |
| ECHINODERMATA           |                                                                                     |            |                                 | |
| Ophiodermatidae         | Ophioderma longicauda (Retzius 1805)                                                | -          | Colonne d'eau                   | García-Valdecasas, 1985 |